# Dennison (Minnesota)
Dennison és una població dels Estats Units a l'estat de Minnesota. Segons el cens del 2000 tenia 168 habitants.

## Demografia
Segons el cens del 2000, Dennison tenia 168 habitants, 60 habitatges, i 49 famílies. La densitat de població era de 51,1 habitants per km².
Dels 60 habitatges en un 41,7% hi vivien nens de menys de 18 anys, en un 65% hi vivien parelles casades, en un 8,3% dones solteres, i en un 18,3% no eren unitats familiars. En el 16,7% dels habitatges hi vivien persones soles el 3,3% de les quals corresponia a persones de 65 anys o més que vivien soles. El nombre mitjà de persones vivint en cada habitatge era de 2,8 i el nombre mitjà de persones que vivien en cada família era de 3,06.
Per edats la població es repartia de la següent manera: un 30,4% tenia menys de 18 anys, un 7,1% entre 18 i 24, un 33,3% entre 25 i 44, un 20,2% de 45 a 60 i un 8,9% 65 anys o més.
L'edat mediana era de 35 anys. Per cada 100 dones de 18 o més anys hi havia 116,7 homes.
La renda mediana per habitatge era de 51.667 $ i la renda mediana per família de 53.750 $. Els homes tenien una renda mediana de 30.417 $ mentre que les dones 30.000 $. La renda per capita de la població era de 19.038 $. Cap de les famílies i l'1,3% de la població estaven per davall del llindar de pobresa.

## Poblacions més properes
El següent diagrama mostra les poblacions més properes.